# Photographs (Mest)
Photographs pubblicato nell'ottobre 2005, dalla Maverick Records, è il quarto album della band Pop punk Mest.

## Tracce
1. "Take Me Away (Cried Out to Heaven)" – 3:41
2. "Kiss Me, Kill Me" – 3:34
3. "Photographs" – 3:01
4. "Cursed" – 3:39
5. "As His Heart Dies (My Mistake)" – 3:16
6. "This Time" – 3:45
7. "Graveyard" – 3:37
8. "Nightmare" – 3:36
9. "Can't Take This" – 3:28
10. "Dying for You" – 3:29
11. "Tonight Will Last Forever" – 4:15
12. "Last Kiss" – 3:45

## Formazione
- Tony Lovato- voce, chitarra
- Matt Lovato- basso
- Nick Gigler- batteria
- Jeremiha Rangel- voce, chitarra